# Distrikt Huata (Huaylas)
Der Distrikt Huata liegt in der Provinz Huaylas in der Region Ancash in West-Peru. Der Distrikt wurde am 2. Januar 1857 gegründet. Er besitzt eine Fläche von 69,4 km². Beim Zensus 2017 wurden 1419 Einwohner gezählt. Im Jahr 1993 lag die Einwohnerzahl bei 1640, im Jahr 2007 bei 1609. Die Distriktverwaltung befindet sich in der 2736 m hoch gelegenen Ortschaft Huata mit 226 Einwohnern (Stand 2017). Huata liegt 6,5 km nordwestlich der Provinzhauptstadt Caraz.

## Geographische Lage
Der Distrikt Huata liegt im Hochtal Callejón de Huaylas am linken Flussufer des nach Norden strömenden Río Santa zentral in der Provinz Huaylas. Die westliche Distriktgrenze verläuft entlang der Wasserscheide der Cordillera Negra.
Der Distrikt Huata grenzt im Westen an den Distrikt Pamparomás, im Norden an den Distrikt Mato sowie im Osten und im Süden an den Distrikt Caraz.